# Emanuel Krajina (1889)
Emanuel Krajina (2. prosince, 1889, Číchov – 16. června 1942, Brno, Kounicovy koleje) byl český učitel a oběť druhé světové války. Jeho synem byl letec RAF Emanuel Krajina, bratrem byl významný odbojový vůdce Vladimír Krajina.

## Biografie
V roce 1914 působil jako učitel ve Střížově, následně pak byl ředitelem a učitelem měšťanské školy v Třebíči na Horce (nynější Horka-Domky). Byl členem třebíčského Sokola. V roce 1942 byl uvězněn v Kounicových kolejích a následně popraven. Zpopelněn byl v Krematoriu v Brně, na Starém hřbitově v Třebíči je umístěn jeho kenotaf.
Je, spolu se svým synem, uveden na pamětní desce obětí druhé světové války z řad třebíčských Sokolů na Divadle Pasáž na Masarykově náměstí v Třebíči. Také je uveden na pamětní desce učitelů země moravskoslezské, kteří zemřeli za druhé světové války, na Moravském náměstí v Brně.